# Crystallichthys
Crystallichthys är ett släkte av fiskar. Crystallichthys ingår i familjen Liparidae.
Kladogram enligt Catalogue of Life:
| Crystallichthys | \| \| Crystallichthys cameliae \| \| \| \| \| \| Crystallichthys cyclospilus \| \| \| \| \| \| Crystallichthys mirabilis \| \| \| \| |
|                 | \| \| Crystallichthys cameliae \| \| \| \| \| \| Crystallichthys cyclospilus \| \| \| \| \| \| Crystallichthys mirabilis \| \| \| \| |
|                 | Crystallichthys cameliae |
|                 | |
|                 | Crystallichthys cyclospilus |
|                 | |
|                 | Crystallichthys mirabilis |
|                 | |